# Dubbelbandzandhoen
De dubbelbandzandhoen (Pterocles bicinctus) is een vogel uit de familie van de zandhoenders (Pteroclididae).

## Habitat
Het dubbelbandzandhoen leeft op de grond in de droge delen van Zuidelijk Afrika en verkiest kort vertrappeld gras langs wegkanten, kiezelondergronden, graspolletjes en recent verbrande ruigtes met groene scheuten. Het komt ook voor op plaatsen met schaarse vegetatie onder de vaalboom of de wilde sering. Ook in ruig mopanebos komt het voor.

## Voorkomen
Het dubbelbandzandhoen komt voor in Angola, Botswana, Malawi, Mozambique, Namibië, Zambia, Zimbabwe en Zuid-Afrika.
Er worden drie ondersoorten onderscheiden:
- P. b. ansorgei: zuidwestelijk Angola.
- P. b. bicinctus: Namibië, Botswana, noordwestelijk Zuid-Afrika.
- P. b. multicolor: van Zambia en Malawi tot westelijk Mozambique en noordoostelijk Zuid-Afrika.